# Charles Baudry
Charles (Karl) Baudry (* 1. Oktober 1829; † 21. Februar 1883 in Sennheim) war ein elsässischer Industrieller und Politiker.

## Leben
Baudry war der Sohn des Industriellen von Pierre-Amand Baudry und dessen Ehefrau Marie-Anne geborene Witz. Der Vater machte sich 1806 in Cernay selbstständig. 1818 gründete er mit Henry de Sandoz die Baumwollspinnerei Sandoz-Baudry et Cie. Charles Baudry wurde 1850 Teilhaber des väterlichen Unternehmens. Nach der Pensionierung von Sandoz im Jahr 1856 und dem Tod seines Vaters Pierre-Amand im Jahr 1857 gründete er im selben Jahr die Spinnerei Baudry et Cie, die er bis zu seinem Tod im Jahr 1883 leitete. Das damalige Firmengelände bildet heute die Cité Baudry in Sennheim.
Baudry wurde durch kaiserlichen Erlass vom 9. März 1861 zum Kapitän der Feuerwehr von Cernay ernannt und blieb, mit einer dreijährigen Unterbrechung im Jahr 1870, bis zu seinem Tod Chef der Feuerwehr. 1869 wurde er in den Gemeinderat gewählt. Am 26. September 1871 wurde er Bürgermeister in Sennheim und 1876 sowie 1881 wiedergewählt und schied mit dem Tod aus dem Amt. Ab 1874 war er auch Mitglied des Landesausschusses und Mitglied des Bezirkstags Ober-Elsass. Die Rue Charles Baudry in Sennheim ist nach ihm benannt. Er wurde mit dem Kronenorden 4. Klasse ausgezeichnet.